# Eduard Wagner (entomologiste)
Pour les articles homonymes, voir Eduard Wagner (homonymie) et Wagner.
Eduard Wagner (* 20 juin 1896 à Hambourg ; † 11 septembre 1978 à Hambourg) est un entomologiste spécialiste des hétéroptères, de nationalité allemande.